# Karen Silkwood
Karen Gay Silkwood (née le 19 février 1946 à Longview (Texas) et morte le 13 novembre 1974 à Crescent (Oklahoma)) est une chimiste américaine, militante syndicaliste, connue pour avoir dénoncé des pratiques dangereuses pour la santé et la sécurité des travailleurs du nucléaire.

## Biographie

### Activités
Dans les années 1970, Karen Silkwood travaille pour la société Kerr-McGee, dans l'usine de production de plutonium de Cimarron City à proximité de Crescent (Oklahoma). Elle fait partie d'un groupe d'employés qui demandent une enquête sur les mesures de sécurité appliquées dans l'usine et qui affirment que la société falsifie ses registres et fabrique des éléments de combustible nucléaire défectueux.

### Mort
Le 13 novembre 1974, Karen Silkwood meurt dans un accident de voiture, alors qu'elle va rencontrer un journaliste new-yorkais pour lui fournir des preuves de l'insuffisance criminelle des mesures de sécurité prises dans l'usine où elle travaille. À la suite de cet accident, on retrouve des traces de plutonium dans son corps et aussi dans son appartement. Sa mort mystérieuse fait l'objet d'un procès contre la compagnie chimique Kerr-McGee. Le procès, qui dure trois ans de procédure et auditionne une centaine de témoins, doit déterminer dans quelle mesure Karen Silkwood a été contaminée au plutonium par la faute de ses employeurs. Les trois enfants de Karen Silkwood, qui réclament 11,5 millions de dollars de dommages et intérêts, obtiennent 10,5 millions de dollars lors du verdict rendu le 18 mai 1979 par le tribunal d'Oklahoma-City.

## Conséquences
Entre 1970 et 1975, il y eut 574 cas de contamination constatés à l'usine de Kerr McGee. En 1975, la Commission de l'énergie atomique des États-Unis ordonne sa fermeture. Kerr-McGee arrête son activité dans le nucléaire pour se reconvertir principalement dans l'industrie du pétrole et du gaz. En 2006, la société est reprise par Anadarko Petroleum qui, en 2014, est condamné à payer 5,15 milliards de dollars (3,7 milliards d’euros) en raison de la pollution radioactive que sa filiale Kerr-McGee a tenté de dissimuler à travers une réorganisation frauduleuse, après avoir abandonné les mines d’uranium. Des indiens Navajos ont leur eau potable polluée et leurs enfants sont alertés des dangers de nager dans les eaux contaminées.
Le documentaire de la série Panorama Karen Silkwood Deceased du 15 mars 1979 retrace sa mort mystérieuse.
En 1983, le film Le Mystère Silkwood raconte son histoire, et est nommé pour cinq Oscars (actrice, réalisateur, scénario, second rôle, montage) et récipiendaire d'un Golden Globe (second rôle féminin).